# Gemeinschaft des hl. Franz von Sales

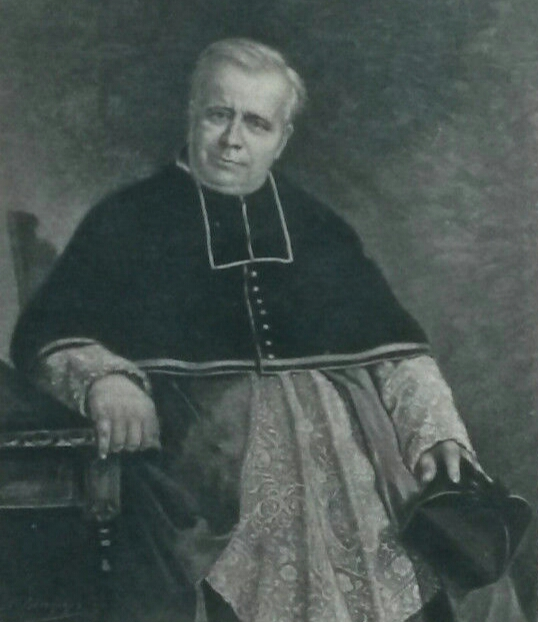
Henri Chaumont (1838–1896)

Caroline Carrè de Malberg (1829–1891)

Die Gemeinschaft des hl. Franz von Sales (it.: Associazione San Francesco di Sales) ist die Laienorganisation innerhalb der „Gesellschaft der Töchter des hl. Franz von Sales“. Sie gehört zur  Salesianischen Familie und ist eine vom Heiligen Stuhl anerkannte Vereinigung von Gläubigen, sie wurde 1872 gegründet. Sie umfasst etwa 3.000 weibliche Mitglieder in 19 Ländern der Erde und im unabhängigen männlichen Zweig 105 Mitglieder.

## Geschichte
Die Gemeinschaft des heiligen Franz von Sales (1567–1622)  wurde im Jahre 1872 von Père Henri Chaumont (1838–1896) und Frau Caroline Carré de Malberg (1829–1891) in Paris gegründet. Der Ursprung geht auf die von Chaumont gegründete Gruppe der „Missionskatechetinnen der Unbefleckten Jungfrau“ zurück. Diese Laien lebten mitten in der Welt und wurden 1891 in Paris durch  François-Marie-Benjamin Richard Kardinal de la Vergne erzbischöflich approbiert.
Bereits 1889  waren einige Mitglieder als Missions‑Katechetinnen nach Indien entsandt worden. Daraus entwickelte sich die Ordensgemeinschaft „Salesianische Missionarinnen der Unbefleckten Jungfrau Maria“ (Ordenskürzel: SMMI). Als weiterer Zweig entstand eine klösterliche Laiengemeinschaft mit einfachen Gelübden, die am 26. April 1911 offiziell von Rom anerkannt wurde. Diese beiden Gruppierungen verschmolzen 1968 zu einer gemeinsamen Organisation unter einem Höheren Rat. Ebenfalls 1968 bildete sich „ad experimentum“ (zur Probe) ein männlicher Zweig, der zwischenzeitlich zu einer unabhängigen Gemeinschaft herangewachsen ist.
Am 25. März 1994 kam es zur Neustrukturierung: Der Laienzweig, also die „Gemeinschaft des hl. Franz von Sales“ wurde nach kirchlichem Recht eine „private Vereinigung von Gläubigen internationalen Charakters“ und vom  Päpstlichen Rat für die Laien offiziell anerkannt. Die Religiosen, also die „Missions-Salesianerinnen von der Unbefleckten Empfängnis Mariens“ (SMMI), sind dem Dikasterium für die Institute geweihten Lebens und für die Gesellschaften apostolischen Lebens zugehörig und durch Konstitutionen geregelt. Zur genaueren Differenzierung siehe Organisation und Ausweitung.

## Selbstverständnis
Das Gedankengut der Spiritualität beruht auf dem Namenspatron Franz von Sales. Die verheirateten und ledigen Frauen sind bemüht ein Leben zu führen wie es jeder Christ ausüben soll. Ihr Apostolat ist der christlich bewältigte Alltag, einschließlich des Engagements in Kirche und Gesellschaft. Die Wertehaltung besteht aus einem religiösen Leben, welches sich in Liebenswürdigkeit, Einfachheit, Ausgeglichenheit und Gelassenheit gestalten lässt. Einen besonderen Stellenwert hat die Erfüllung der beruflichen und familiären Pflichten. Das Selbstverständnis wird durch den Leitspruch von Franz von Sales charakterisiert, er lautet: "Alles aus Liebe, nichts aus Zwang". Die Gemeinschaft bietet ihren Mitgliedern eine geistliche Formung nach dem Evangelium in der Schule des hl. Franz von Sales. Das geschieht durch eigene Texte der Gemeinschaft, die jeweils für einen Monat ein bestimmtes Thema zur Meditation aufbereiten. Es geht primär um spirituelle Aneignung.

## Organisation und Verbreitung

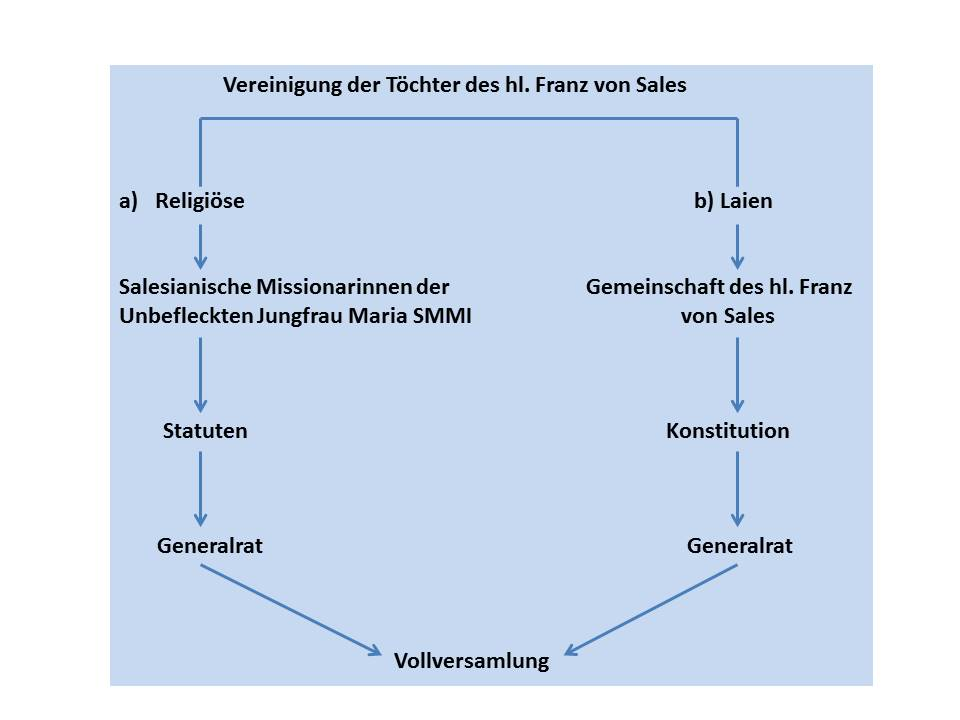
Organigramm

Nach einer Heranbildungszeit von zwei Jahren legen die Mitglieder ein Weiheversprechen ab, mit dem sie sich verpflichten, im Geist der Gemeinschaft zu leben. Die Mitglieder leben „mitten in der Welt“, das heißt, sie verbleiben in ihrem Lebensbereich, treffen sich in Gruppen und nehmen jährlich an Exerzitien teil. Jede Gruppe hat einen Spiritual.
Die Vereinigung hat ungefähr 3.000 weibliche Mitglieder in 19 Ländern, diese verteilen sich auf Afrika (5), Asien (1), Europa (7), Nordamerika (3) und Südamerika (3). Zur männlichen Vereinigung gehören 105 Personen. Ihren Hauptsitz hat die Vereinigung in Paris. In Deutschland gibt es Gruppen in den Diözesen Aachen, Freiburg, Köln, Paderborn und Trier; die Gemeinschaft ist im ZdK vertreten
Die Gemeinschaft wird von einem Generalrat geleitet, der unter dem Vorsitz einer Generalleiterin steht. Organisatorisch ist sie in Regionen, nach den geographischen Bereichen, und Gruppen aufgeteilt. Die Regionen und Gruppen werden von Regional- und Gruppenleiterinnen geführt. Die Vollversammlung setzt sich aus den Generalräten beider Organisationen (Religiöse und Laien) zusammen. Die Gemeinschaft des hl. Franz von Sales ist Mitglied des Gesprächskreises Geistlicher Gemeinschaften, Bewegungen und Initiativen (GGG).